# Sticht Essen

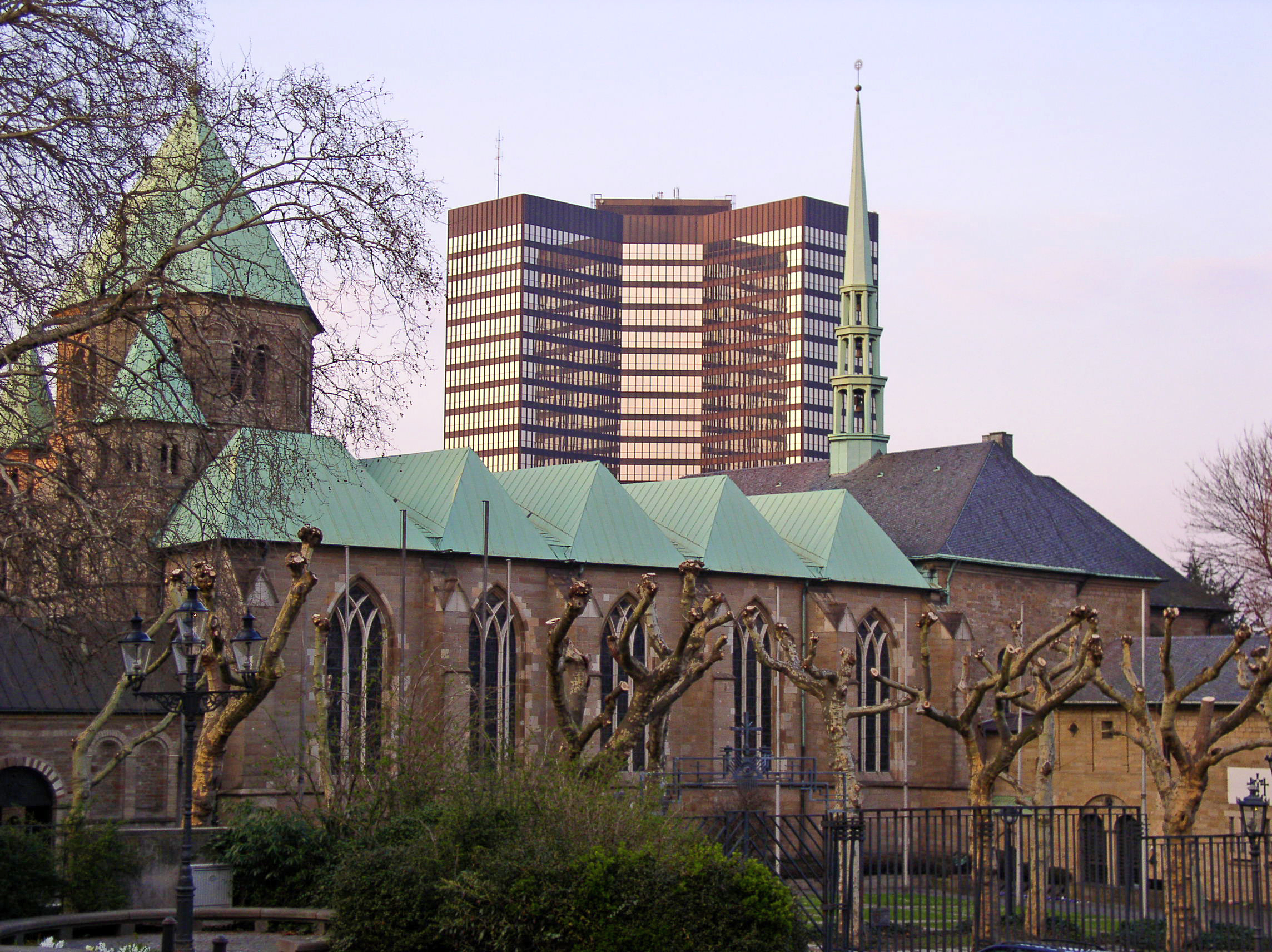
Het Münster of dom van Essen, vroeger kerk van de abdij, in de schaduw van het moderne stadhuis

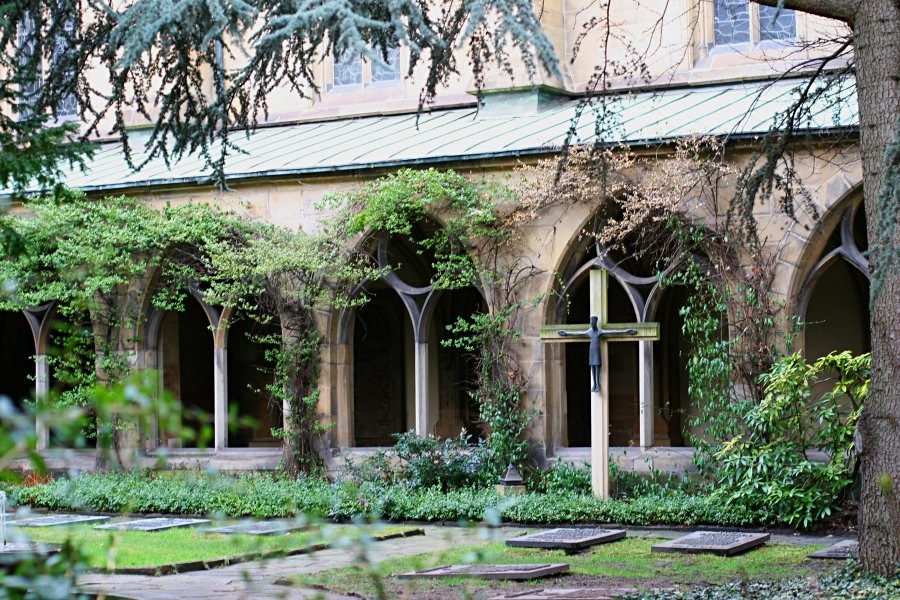
Klooster van de abdij

Het Sticht Essen (Duits: Stift Essen) was een abdijvorstendom voor vrouwen in en om de Duitse stad Essen. Het werd gesticht rond 845 door de Saksische edelman Altfrid, die later bisschop van Hildesheim werd en die ook heilig verklaard werd.  De plaats heette aanvankelijk Astnidhi, een naam die zich ontwikkelde tot Essen.
Het gebied werd een rijksonmiddellijke rijksabdij ergens tussen 874 en 947.  De heerschappij breidde zich uit tot een gebied tussen de Emscher en de Ruhr. De abdij verhinderde enkele malen dat de stad Essen een vrije rijksstad werd. In 1235/65/75 werd de status van rijksvorst bereikt en werd de landshoogheid verworven. Keizer Karel IV bevestigde in 1372 de rijksvrijheid.
Binnen het Heilige Roomse Rijk hoorde Essen vanaf 1512 tot de Nederrijns-Westfaalse Kreits.
Als voogd van het sticht fungeerden achtereenvolgens:
- de graven van Berg
- de graven van de Mark, vanaf 1288
- de hertogen van Kleef, vervolgens Gulik-Kleef-Berg
- de markgraven van Brandenburg,  vanaf 1609/1648, later Pruisen

In 1495 erkende de abdij tegenover de hertog van Kleef de erfelijkheid van de voogdij, waarbij zij de politieke onafhankelijkheid verloor, die erin bestond haar eigen voogd te kiezen.
Vier van de laatste zes abdissen waren ook abdis van het rijksstift Thorn. De allerlaatste prinses-abdis, Maria Cunigunde van Saksen, stierf op 8 april 1826 in Dresden.
In 1802 werd het gebied door Pruisen bezet en op 25 februari 1803 werd in artikel 3 de annexatie door Pruisen gelegaliseerd.
Na de Pruisische nederlagen van 1806 en 1807 kwam het gebied op 21 januari 1808 aan het groothertogdom Berg. In 1813 werd het Pruisische bestuur hersteld.

## Bezittingen
- de stad Essen
- de kwartieren Altenessen, Borbeck en Steele
- de boerenhoven Karnap, Lippern en Lirich
- de heerlijkheden Rellinghausen en Byfang
- Huckarde (bij Dortmund)
- het Land Breisig (sinds 1747 gemeenschappelijk met het hertogdom Gulik)
- heerlijkheid Dorsfeld (bij Dortmund)

(Rüttenscheid, Frohnhausen, Altendorf, Holstershausen, Karnap, Stoppenberg, Frillendorf)

### Nederland
In Salland bezat het sticht hoven te Olst, Archem en Yrthe (in de buurschap Lenthe bij Dalfsen) met onderhorige boerderijen.

## Lijst van abdissen, later ook vorstinnen, van Essen
De data zijn onvolledig; de volgorde tussen Gerswid II en Ida is onzeker.
- ca 850: Gerswid I (verwante van de heilige Altfrid)
- ca 880: Gerswid II
- -895: Adalwi
- ca 896-906: Wicburg
- 907-910: Mathilde I
- 910-951: Hathwig I (wellicht onder haar heerschappij werd het sticht rijksonmiddelbaar)
- 951-965: Agana
- 966-971: Ida
- 971-1011: Mathilde II van Essen (kleindochter van keizer Otto I de Grote en dochter van keizer Otto II)
- 1012-1039: Sophia (oudere zus van vorige abdis; abdis van Gandersheim sinds 1001)
- 1039-1058: Theophanu (kleindochter van keizer Otto II)
- 1058-1085: Svanhild (stichtte de abdij van Stoppenberg)
- 1088-1118: Lutgardis
- 1119-1137: Oda (van Calw?)
- 1140-1154: Ermentrudis
- 1154-1172: Hadwig van Wied (abdis van Gerresheim)
- 1172-1216: Elisabeth I (1172–1216), abdis van St. Maria im Kapitol (Keulen) en in Vreden
- 1216-1237: Aleidis III van Wildenberg
- 1237-1241: Elisabeth II
- 1243-1292: Bertha II van Arnsberg
- 1292-1327: Beatrix II van Holte
- 1327-1337: Kunigunde van Berg (overleden in 1355, abdis van Gerresheim)
- 1337-1360: Catharina I van de Mark
- 1360-1370: Irmgard II van Broich
- 1370-1413: Elisabeth III van Nassau-Hadamar
- 1413-1426: Margaretha van de Mark-(Arensberg) (teruggetreden, overleden in 1429)
- 1426-1445: Elisabeth IV Stecke van Beeck
- 1445-1447: Sophia III van Daun-Oberstein
- 1447-1459: Elisabeth V van Saffenberg
- 1459-1489: Sophia IV van Gleichen, (zuster van de abt van Werden)
- 1489-1521: Meina van Daun-Oberstein (teruggetreden, overleden in 1525)
- 1521-1534: Margaretha III van Beichlingen (abdis van Vreden)
- 1534-1551: Sibylle van Montfort
- 1551-1560: Catharina II van Tecklenburg
- 1560-1561: Maria van Spiegelberg
- 1561-1575: Irmgard III van Diepholz
- 1575-1578: Elisabeth VI van Manderscheid-Blankenheim-Gerolstein (teruggetreden en getrouwd)
- 1578-1588: Elisabeth VII van Sayn (abdis van Nottuln)
- 1588-1598: Elisabeth VIII van Manderscheid-Blankenheim (1588–1598)
- 1598-1604: Margaretha Elisabeth van Manderscheid-Blankenheim (abdis van Gerresheim, Schwarzrheindorf en Freckenhorst)
- 1604-1614: Elisabeth IX van Bergh ’s-Heerenberg (abdis van Freckenhorst en Nottuln), dochter van Maria van Nassau (1539-1599)

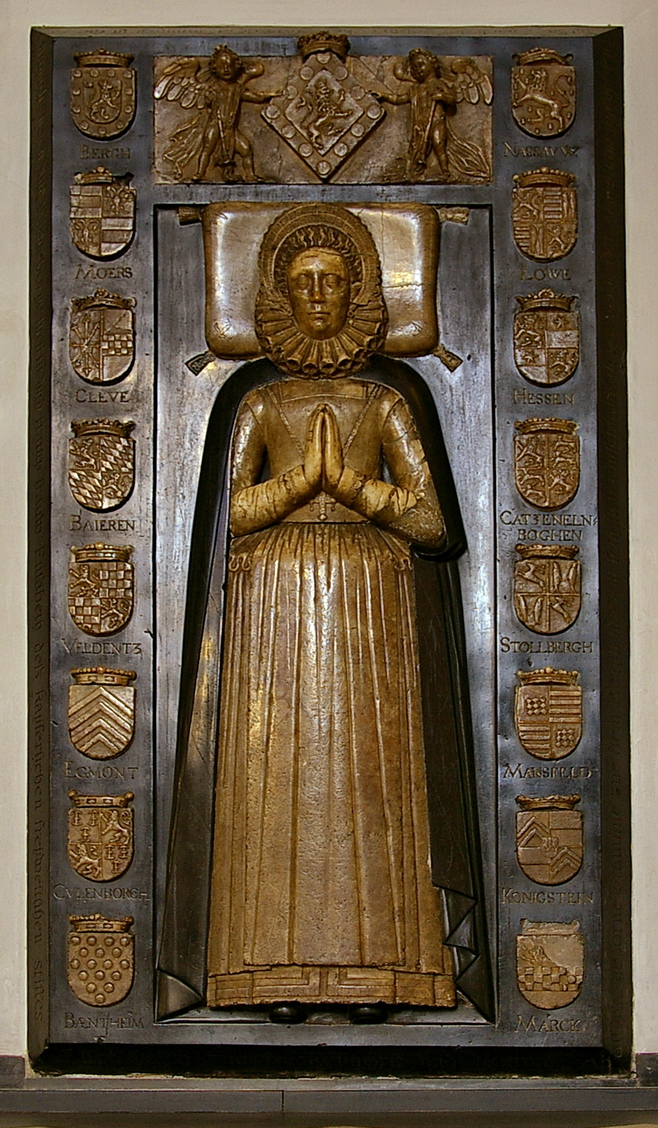
Grafplaquette in de kerk van Essen van Elisabeth IX van Bergh ’s-Heerenberg

- 1614-1644: Maria Clara van Spaur, Pflaum en Valör (abdis van Nottuln en Metelen)
- 1644-1645: Anna Eleonore van Stauffen (abdis van Thorn)
- 1646-1688: Anna Salome I van Salm-Reifferscheidt (1647 abdis van Thorn)
- 1688-1690: vacant: regentschap van het Generalkapittel
- 1690-1691: Anna Salome II van Manderscheid-Blankenheim (abdis van Thorn)
- 1691-1726: Bernhardine Sophia van Oostfriesland en Rietberg
- 1726-1776: Franziska Christine van Pfalz-Sulzbach (1717 abdis van Thorn)
- 1776-1802: Maria Cunigunde van Saksen (overleden in 1826, 1775 abdis van Thorn)